# Liste der Mitglieder der Estnischen Akademie der Wissenschaften

Dies ist eine Liste der Mitglieder der Estnischen Akademie der Wissenschaften (Stand Dezember 2023), gegliedert nach den vier Abteilungen:
1. Abteilung für Astronomie und Physik (Astronoomia ja füüsika osakond)
2. Abteilung für Informatik und Technologie (Informaatika- ja tehnikateaduste osakond)
3. Abteilung für Biologie, Geologie und Chemie (Bioloogia, geoloogia ja keemia osakond)
4. Abteilung für Geistes- und Sozialwissenschaften (Humanitaar- ja sotsiaalteaduste osakond)

## Mitglieder der Abteilung für Astronomie und Physik
Jaan Aarik, Jaak Aaviksoo, Jaan Einasto, Ene Ergma, Krista Fischer, Arvi Freiberg, Vladimir Hiznjakov, Marco Kirm, Martti Raidal, Toomas Rõõm, Enn Saar, Peeter Saari, Mart Saarma, Elmo Tempel, Gennadi Vainikko, Richard Villems. 
Korrespondierende Mitglieder: Jonathan R. Ellis, Markku Kulmala, Charles Gabriel Kurland, Jaan Laane, Alar Toomre.

## Mitglieder der Abteilung für Informatik und Technologie
Olav Aarna, Hillar Aben, Dan Bogdanov, Jüri Engelbrecht, Maarja Grossberg-Kuusk Ülo Jaaksoo, Maarja Kruusmaa, Jarek Kurnitski, Jakob Kübarsepp, Rein Küttner, Enn Lust, Leo Mõtus, Tarmo Soomere, Raimund-Johannes Ubar, Tarmo Uustalu, Jaak Vilo, Dmitri Vinnikov.
Korrespondierende Mitglieder: Steven R. Bishop, Michael Godfrey Rodd, Gábor Stépán, Esko Ukkonen, Margus Veanes.

## Mitglieder der Abteilung für Biologie, Geologie und Chemie
Toomas Asser, Jaan Eha, Jaak Järv, Ain-Elmar Kaasik, Anne Kahru, Dimitri Kaljo, Mati Karelson, Kalle Kirsimäe, Urmas Kõljalg, Maris Laan, Agu Laisk, Margus Lopp, Jüri Martin, Andres Metspalu, Ülo Niinemets, Pärt Peterson, Valdur Saks, Martin Zobel, Raivo Uibo, Veiko Uri, Mart Ustav, Eero Vasar.
Korrespondierende Mitglieder: Ülo Langel, Pekka T. Männistö, Svante Pääbo, Matti Saarnisto, Helmut Schwarz.

## Mitglieder der Abteilung für Geistes- und Sozialwissenschaften
Jüri Allik, Mart Kalm, Mare Kõiva, Valter Lang, Lauri Mälksoo, Elmo Nüganen, Karl Pajusalu, Arvo Pärt, Tiina Randma-Liiv, Anu Raud, Anu Realo, Jaan Ross, Hando Runnel, Huno Rätsep, Ellu Saar, Marek Tamm, Tiit Tammaru, Tõnu-Andrus Tannberg, Jaan Undusk, Urmas Varblane, Haldur Õim.
Korrespondierende Mitglieder: Juri Berezkin, Cornelius Hasselblatt, Raimo Raag, Jaan Valsiner.

## Quelle
- https://www.akadeemia.ee/en/membership/